# Geithain
Geithain é um município da Alemanha, situado no distrito de Leipzig, no estado da Saxônia. Tem 54,71 km² de área, e sua população em 2019 foi estimada em 6.858 habitantes.